# Бендерсвілл (Пенсільванія)
Бендерсвілл (англ. Bendersville) — місто (англ. borough) в США, в окрузі Адамс штату Пенсільванія. Населення — 736 осіб (2020).

## Географія
Бендерсвілл розташований за координатами 39°58′53″ пн. ш. 77°14′58″ зх. д. / 39.98139° пн. ш. 77.24944° зх. д. (39.981276, -77.249315).  За даними Бюро перепису населення США в 2010 році місто мало площу 1,17 км², уся площа — суходіл.

## Демографія
Згідно з переписом 2010 року, у селищі мешкала 641 особа в 225 домогосподарствах у складі 166 родин. Густота населення становила 548 осіб/км².  Було 253 помешкання (216/км²).
Расовий склад населення:
| - 84,4 % — білих - 1,7 % — чорних або афроамериканців - 1,1 % — корінних американців - 0,5 % — азіатів - 10,3 % — осіб інших рас |

До двох чи більше рас належало 2,0 %. Частка іспаномовних становила 21,1 % від усіх жителів.
За віковим діапазоном населення розподілялося таким чином: 28,4 % — особи молодші 18 років, 60,1 % — особи у віці 18—64 років, 11,5 % — особи у віці 65 років та старші. Медіана віку мешканця становила 34,7 року. На 100 осіб жіночої статі у селищі припадало 105,4 чоловіків;  на 100 жінок у віці від 18 років та старших — 104,9 чоловіків також старших 18 років.
Середній дохід на одне домашнє господарство  становив 60 616 доларів США (медіана — 57 292), а середній дохід на одну сім'ю — 65 929 доларів (медіана — 59 875). Медіана доходів становила 42 188 доларів для чоловіків та 29 609 доларів для жінок. За межею бідності перебувало 22,3 % осіб, у тому числі 37,3 % дітей у віці до 18 років та 0,0 % осіб у віці 65 років та старших.
Цивільне працевлаштоване населення становило 327 осіб. Основні галузі зайнятості: виробництво — 30,6 %, освіта, охорона здоров'я та соціальна допомога — 18,0 %, публічна адміністрація — 13,5 %.